# Dichlorure
Un dichlorure est un composé chimique dont la formule comporte deux atomes de chlore, à l’état d'oxydation −I. Pour les articles consacrés à de tels composés, consulter la liste générée automatiquement.